# Unión Tres Cantos Fútbol Sala
La Unión Tres Cantos Fútbol Sala es un equipo español de fútbol sala de Madrid y disputa sus partidos como local en el Pabellón Municipal de La Luz.

## Historia

### Fundación
El club se fundó en el año 1991 y comenzó militando en la categoría de Nacional.

### Ascenso a segunda y notable paso por 2.ª
A partir de la temporada 2002-03, ascendió, y empezó a competir en la División de Plata. En las campañas 2004.05, 2005-06 y 2006-07, en las que se proclamó en dos ocasiones campeón de la liga regular y en otro subcampeón dentro del grupo C, participando en la eliminatoria de ascenso a División de Honor. 

### Regreso
En la temporada 2010-11, el club regresa a la competición senior masculina, con un equipo en categoría Preferente formado por jugadores locales. En la temporada 2014-15 y 2015-16 se cuenta de nuevo con equipo senior masculino en Tercera División

## Pabellón
La Unión Tres Cantos Fútbol Sala disputa sus partidos en el Pabellón Municipal de La Luz de Tres Cantos.

## Temporada a temporada
| Temporada | División | Puesto |
| --------- | -------- | ------ |
| 2004-05   | D. Plata | 1º     |
| 2005-06   | D. Plata | 2º     |
| 2006-07   | D. Plata | 1º     |
| 2007-08   | D. Plata | 1º     |

## Palmarés
Ha ganado los siguientes títulos:
- Campeón División de Plata (2004-05).
- Campeón de Copa de la Comunidad de Madrid (2004-05).
- Subcampeón División de Plata (2005-06).
- Campeón División de Plata (2006-07).
- Campeón División de Plata (2007-08).